# Tarjeta de embarque

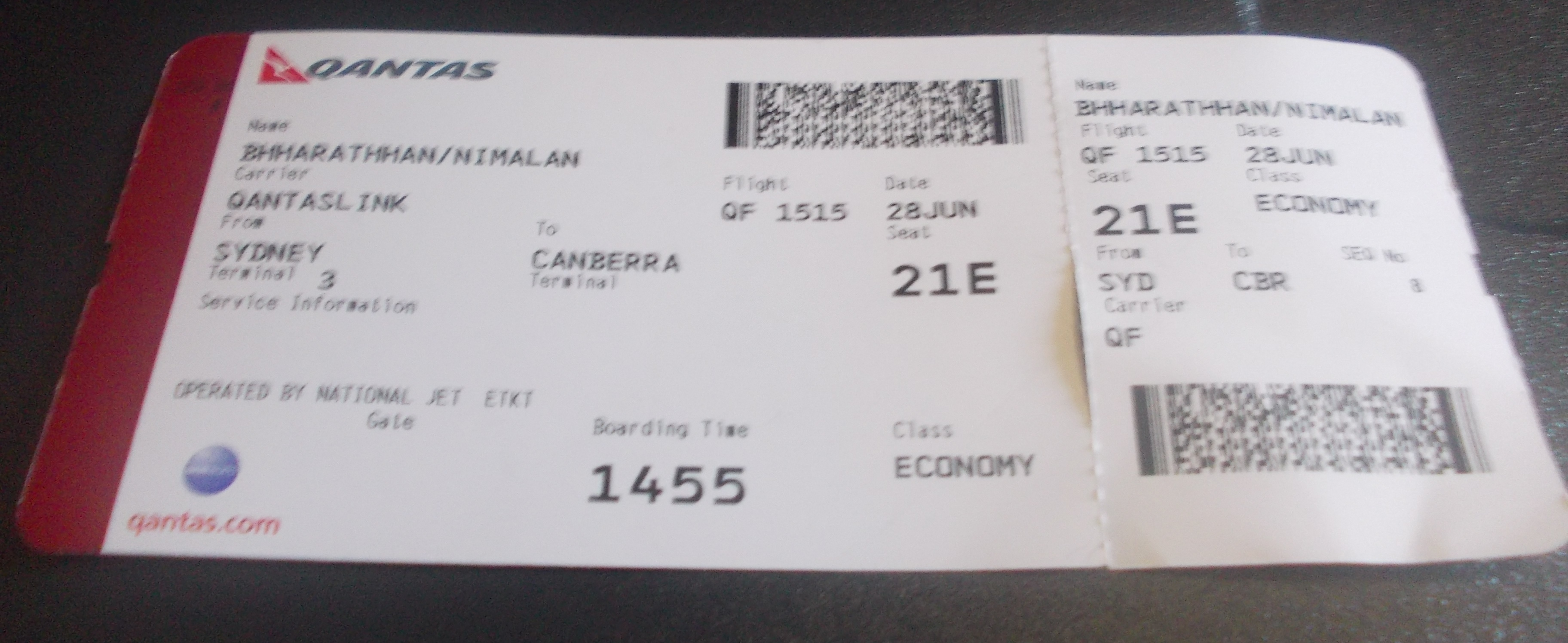
Tarjeta de embarque

Imagen ilustrativa de una tarjeta de embarque. La sección derecha es separable y se queda en manos del pasajero. En algunos modelos, sobre todo desde la introducción de los billetes electrónicos, no existe tal separación, y el pasajero se queda con la tarjeta entera.

La tarjeta de embarque, pase de abordar (México) o pase de abordaje es un documento empleado por las compañías de transporte de pasajeros, tanto aéreas como marítimas, para permitir el acceso al vehículo transportador.
Normalmente la tarjeta de embarque es obtenida tras personarse el viajero en las oficinas de la empresa proveedora del transporte y presentar el billete o la factura del mismo con una antelación a la salida del viaje pactada con anterioridad con la empresa que proporciona el trayecto. Habitualmente esta antelación es de 60 minutos.
Los datos que contiene la tarjeta de embarque son:
- Número de vuelo/barco
- Nombre y apellidos del pasajero
- Asiento o acomodación asignado
- Puerta de embarque donde debe dirigirse
- Hora de embarque

En el momento de embarcar el pasajero deberá presentarse en el lugar y hora indicados presentando consigo la tarjeta de embarque. El personal de la empresa de transporte puede comprobar la identidad del viajero y pedirle que muestre su carné de identidad o pasaporte. La empresa transportista se queda con una parte de la tarjeta de embarque, proporcionando al cliente la parte restante a modo de comprobante de viaje a la vez que le indica la acomodación durante el trayecto.

## Tarjetas de embarque en papel
Las tarjetas de embarque en papel las emiten los agentes en el mostrador de facturación, en los quioscos de autoservicio o en el sitio web de la aerolínea. La tarjeta de embarque puede imprimirse en el aeropuerto utilizando una impresora ATB (sistema automatizado de emisión de billetes y tarjetas de embarque) o una impresora térmica directa, así como una impresora personal de inyección de tinta o láser. Simbología de las tarjetas de embarque en papel - PDF417. El mandato del Consejo de Gobernadores de la IATA establece que, a finales de 2008, todas las compañías aéreas miembros de la IATA podrán emitir BCBP y, a finales de 2010, todas las tarjetas de embarque contendrán un código de barras 2D. La norma BCBP se publicó en 2005. Las aerolíneas han ido adoptando gradualmente esta tecnología. 
Muchas aerolíneas han pasado a emitir tarjetas de embarque electrónicas, mediante las cuales el pasajero factura en línea o a través de un dispositivo móvil y la tarjeta de embarque se envía al dispositivo móvil como mensaje de texto o correo electrónico. Tras hacer una reserva en línea, el pasajero puede marcar una casilla para recibir una tarjeta de embarque en su dispositivo móvil. La mayoría de las aerolíneas ofrecen dos formas de obtenerla: enviar la tarjeta de embarque a su dispositivo móvil (por correo electrónico o mensaje de texto) al facturar en línea, o utilizar la aplicación de facturación de la aerolínea y la tarjeta de embarque aparecerá en la aplicación.
La tarjeta móvil tiene el mismo código de barras que una tarjeta de embarque de papel estándar y es totalmente legible por ordenador. El empleado en la salida simplemente escanea el código que aparece en el teléfono. La norma BCBP de la IATA define tres símbolos aceptados para teléfonos móviles: el código azteca, el Datamatrix y el código QR. La Unión Internacional de Telecomunicaciones de las Naciones Unidas prevé que el número de abonados a la telefonía móvil alcance los 4.000 millones a finales de 2008.